# Richland megye (Louisiana)
Richland megye az Amerikai Egyesült Államokban, azon belül Louisiana államban található. Megyeszékhelye és legnagyobb városa Rayville. Lakosainak száma 20 043 fő (2020. április 1.). Richland megye Morehouse, Franklin, Ouachita, Madison, Caldwell, East Carroll és West Carroll megyékkel határos.

## Népesség
A megye népességének változása:
| Lakosok száma | 11 116 | 15 769 | 20 754 | 20 892 | 20 911 | 20 857 | 20 523 | 20 043 |
|               | 1900   | 1910   | 2010   | 2011   | 2012   | 2013   | 2015   | 2020   |